# Святокриницкие Криворожские минеральные источники
Святокриницкие источники — бывшие источники минеральных вод вблизи города Кривой Рог.

## Характеристика
Располагались в степной местности возле местечка Кривой Рог при слиянии рек Ингульца и Саксагани. Кроме того, в окрестностях Кривого Рога в балке Червоной было три источника горько-солёной воды, в имении Екатериновка — колодец с горько-солёной водой, а близ железной дороги по направлению к станции Ингулец — шесть колодцев с водой, содержащей сероводород. Возле источников была установлена часовня.

### Состав
Источники соляные, железные, горькие и серные.
В одном литре воды горько-соленого источника содержалось:
- поваренной соли — 0,941;
- сернокислого натра — 1,786;
- сернокислой магнезии — 0,316;
- сернокислой извести — 0,355;
- двууглекислой извести — 0,173.

В ста частях грязи:
- окиси железа — 10;
- глинозёма — 71,29;
- органических веществ — 18,71.

Источники были затоплены водами построенного Карачуновского водохранилища.